# Mario Caldato Jr.
Mario Caldato Jr. (aussi connu sous le nom de Mario C.), né le 24 février 1961 à São Paulo au Brésil, est un producteur et ingénieur du son surtout connu pour son travail avec les Beastie Boys et Tone Loc.

## Biographie
Sa famille s'installe à Los Angeles en 1963. Il joue du clavier et des percussions dans plusieurs groupes (Soul Stick, Wake, Phaze et Phaze II). Plus tard il conçoit différents studios d'enregistrement, effectue une tournée en Jamaïque, produit le single Cheeba Cheeba de Tone Loc et dirige l'enregistrement du second album des Beastie Boys, Paul's Boutique, sorti en 1989. Depuis lors, il a produit de nombreux albums pour des artistes variés tels que Super Furry Animals et Molotov, ainsi que de nombreux artistes brésiliens comme Seu Jorge, Planet Hemp, Bebel Gilberto, Marcelo D2 ou Chico Science & Nação Zumbi. Il a également participé à la production de la plupart des albums des Beastie Boys. 
En 2000, il produit le 3ème album du groupe Silmarils intitulé "Vegas 76". Le 1er single issu de cet album, «Va y Avoir Du Sport» se vendra à plus de 500.000 exemplaires et reste encore aujourd’hui un « classique ». 
En 2008, il produit le deuxième album de Joseph d'Anvers, "Les Jours Sauvages", sur lequel apparaissent entre autres Money Mark, Moreno Veloso, Vanessa Da Mata ainsi que Kassin & Domenico.
En 2008 il mixe le 1er Album solo « Wine&Pasta » de Salsedo, écrit et composé par David Salsedo leader du groupe Silmarils. Le single « Mon Amour » hommage au son des 60’s, est un succès.
Plus récemment, il a travaillé au mixage du premier maxi de One Day as a Lion, le nouveau projet de Zack de la Rocha et Jon Theodore.